# Etran Finatawa
Etran Finatawa (sprich: Etran Finataua) ist eine Musikgruppe aus Niger. Die Musiker entstammen zwei verschiedenen nigrischen Völkern, den Tuareg und den Wodaabe.

## Mitglieder
Etran Finatawa besteht aus fünf Musikern, drei Wodaabe und zwei Tuareg. Alhousseini Mohammed Anivolla und Goumar Abdoul Jamil sind Tuareg und spielen Bass und E-Gitarre. Bammo Agonla ist Sänger und hat eine Rassel an den Fuß gebunden, die man Akayawere nennt. Bagui Bouga spielt auf einer Kalebasse und Mamane Tankari auf einer Assakalabo, das ist eine Kalebasse, die in einem Wasserbecken schwimmt. Weitere Instrumente sind die Mörser-Trommel Tendé und die Hirsehalmflöte Odiliri.

## Entstehung
Die Gruppe entstand 2004 beim Festival au Désert in Essakane bei Timbuktu. Die Tuareg-Musikgruppe Etran und die Peulh-Wodaabe-Musikgruppe Finatawa reisten gemeinsam mit dem Geländewagen an. Sandra van Edig, die Managerin beider Gruppen, organisierte, dass sie beim Festival einige Lieder zusammen spielten, was dem Publikum so gut gefiel, dass sie weiterhin gemeinsam Musik machten.

## Stil
Etran Finatawa ist eine Weltmusikband, die einen Musikstil spielt, der „Desert Blues“ genannt wird. Der Name Etran Finatawa ist aus dem Tamaschek und dem Fulfulde zusammengesetzt und bedeutet „Sterne der Tradition“. Die Lieder handeln von verschiedenen Themen, etwa schönen Frauen, Tieren, der Dürre, dem Leiden, Festen und einige von der politischen Lage in Niger.

## Diskografie
- 2006: Introducing (World Music Network)
- 2008: Desert Crossroads
- 2010: Tarkat Tajje / Let's go!
- 2013: The Sahara Sessions